# The Message (musiksingel av Grandmaster Flash and the Furious Five)
The Message är en hiphop/electro-låt framförd av Grandmaster Flash and the Furious Five, utgiven av Sugar Hill Records som singel den 1 juli 1982 och senare samma år på gruppens album The Message. Den har ansetts vara den främsta hiphoplåten genom tiderna.